# Hebreeuwse cijfers

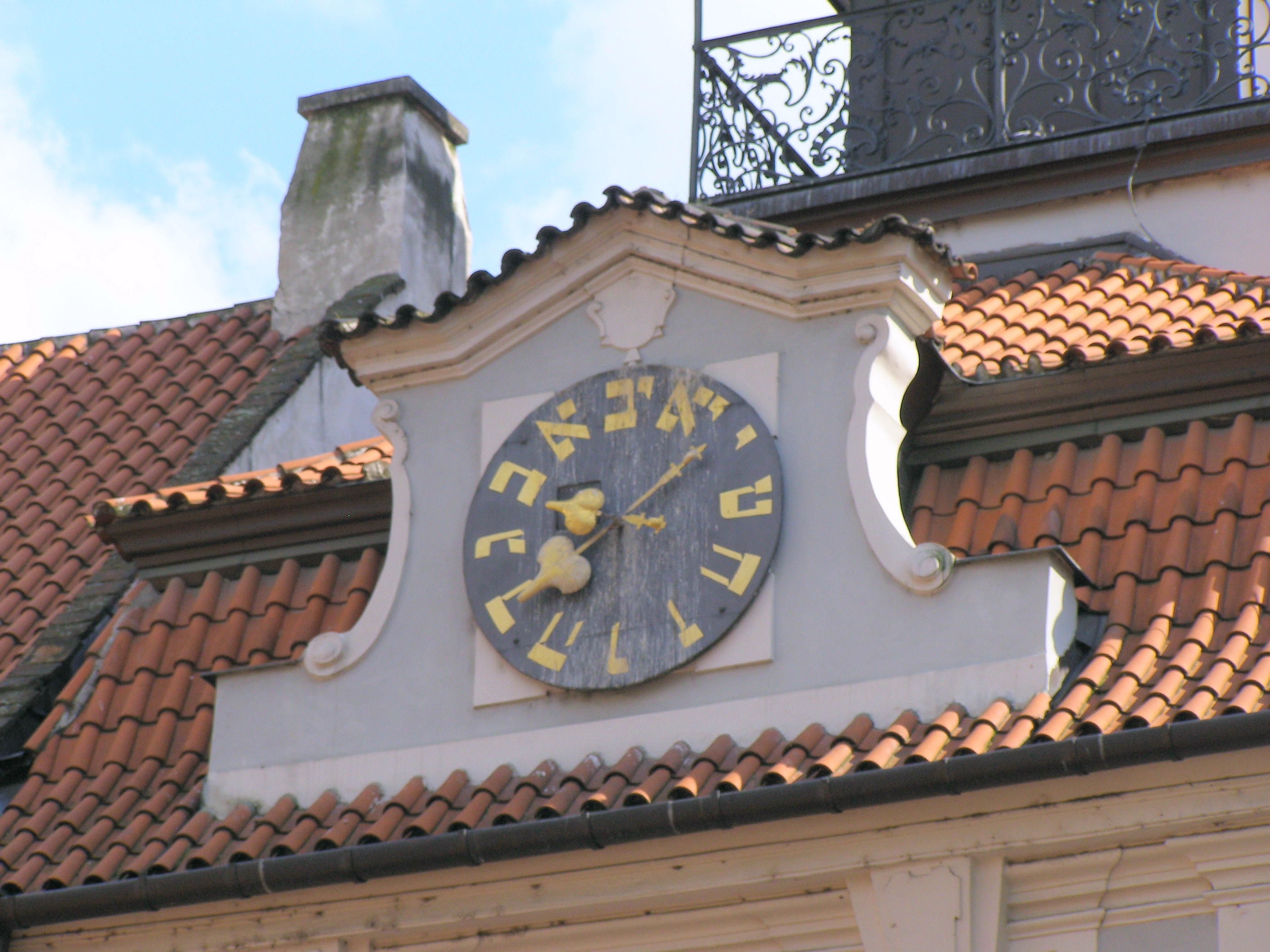
Klok op de synagoge in Praag met Hebreeuwse cijfers

Het systeem van Hebreeuwse cijfers is een quasi-decimaal alfabetisch getalsysteem dat gebruikmaakt van de letters van het Hebreeuws alfabet.
Dit systeem kent geen symbool voor nul, en de letterwaarde van de individuele letters worden opgeteld. Elk cijfer (1, 2, ..., 9) wordt weergegeven door een aparte letter, elk tiental (10, 20, ..., 90) door een aparte letter, en elk honderdtal (100, 200, ..., 900) een aparte letter. Gematria (Joodse numerologie) gebruikt deze omzettingen uitgebreid.
Dit systeem van Hebreeuwse cijfers wordt vooral gebruikt in het oudere Hebreeuws. In het modern Hebreeuws maakt men meestal gebruik van cijfers uit het decimale systeem.
| Hebreeuws      | Decimaal | Teken |
| -------------- | -------- | ----- |
| Alef           | 1        | א     |
| Beet           | 2        | ב     |
| Ĝiemel         | 3        | ג     |
| Dallet         | 4        | ד     |
| Hee            | 5        | ה     |
| Waw            | 6        | ו     |
| Zajien         | 7        | ז     |
| Chet           | 8        | ח     |
| Tet            | 9        | ט     |
| Jod            | 10       | י     |
| Kaf            | 20       | כ     |
| Lammed         | 30       | ל     |
| Mem            | 40       | מ     |
| Noen           | 50       | נ     |
| Samech         | 60       | ס     |
| Ajien          | 70       | ע     |
| Pee            | 80       | פ     |
| Tsaddie        | 90       | צ     |
| Koef           | 100      | ק     |
| Reesj          | 200      | ר     |
| Sjien          | 300      | ש     |
| Taw            | 400      | ת     |
| Kaf sofiet     | 500      | ך     |
| Mem sofiet     | 600      | ם     |
| Noen sofiet    | 700      | ן     |
| Pee sofiet     | 800      | ף     |
| Tsaddie sofiet | 900      | ץ     |

Het additieve karakter van het systeem kan worden geïllustreerd aan het voorbeeld voor het getal 177, dat kan worden weergegeven als קעז wat overeenkomt met 100 + 70 + 7 = 177.
De getallen 15 en 16 worden weergegeven als respectievelijk טו (=9+6) en טז (=9+7), in plaats van יה en יו. De laatste, meer voor de hand liggende combinatie wordt niet gebruikt om een letterreeks te vermijden die deel uitmaakt van de naam van God volgens het jodendom.
Het systeem vereist 27 letters, zodat het 22-letterig Hebreeuws alfabet soms wordt uitgebreid tot 27 letters door middel van 5 sofiet vormen van de Hebreeuwse letters, die worden gebruikt wanneer de letter aan het einde van het woord staat. Vaker wordt echter de laatste letter van het alfabet, taw (=400) gebruikt in combinatie met zichzelf of andere letters met een hogere letterwaarde dan koef (=100) om getallen boven de 500 te schrijven.
Meestal wordt een gershayim symbool (lijkt op het dubbele aanhalingsteken) achter de lettercombinatie gebruikt om aan te geven dat de letterreeks een getal is in plaats van een woord (merk op dat Hebreeuws van rechts naar links geschreven wordt en dat het teken daarom aan de linkerkant van het woord verschijnt). Voor enkelvoudige letters die een getal weergeven (als bij 1-9, 10, 20, etc.) wordt de rol van de gershajiem door een geresh teken overgenomen (lijkt op een enkel aanhalingsteken).
Duizendtallen worden apart geteld, en gaat vooraf aan de rest van het getal (dus aan de rechterkant van de letterreeks). Er zijn geen speciale tekens die aangeven dat de lettercombinatie start met duizendtallen, wat de reeks in principe multi-interpretabel kan maken. Wanneer een (Hebreeuws) jaartal in het huidige millennium wordt weergegeven schrijft men de duizendtallen meestal niet [ה], maar de huidige Israëlische munten vermelden ze weer wel.
Modern Hebreeuws gebruikt in de praktijk meestal het standaard decimaal systeem. Het Hebreeuws getalsysteem wordt vooral gebruikt voor de notatie van de dagen en jaren van de Hebreeuwse kalender, voor lijsten (in plaats van 1, 2, 3, ... of a, b, c, ...), en in numerologie (gematria).

## Voorbeeld
"(De) 4e (dag van de maand) Adar, (in het jaar) 5764" wordt geschreven als: ד' אדר ה' תשס"ד (met 5764 = 5*1000 + 400 + 300 + 60 + 4).